# دبرسلاو خروباک
دُبرُسلاو خروباک (انگلیسی: Dobroslav Chrobák; ۱۶ فوریهٔ ۱۹۰۷ – ۱۶ مهٔ ۱۹۵۱) نویسنده اهل کشور اسلواکی بود. او به عنوان دومین فرزند از چهار فرزند خانواده‌ای خیاط در هایب به دنیا آمد. او در مدرسه ای در Rožňava و سپس در Liptovský Mikuláš و بعداً در دبیرستان فنی در براتیسلاوا تحصیل کرد. او تحصیلات خود را در سال ۱۹۳۴ در دانشگاه فنی چک در پراگ به پایان رساند. پس از آن به براتیسلاوا بازگشت و به عنوان سخنران مشغول به کار شد. او بعداً به عنوان سردبیر روزنامه‌نگاری رادیویی در رادیو چکسلواکی در براتیسلاوا و پنج سال آخر عمرش به عنوان مدیر عامل منطقه‌ای اسلواکی کار کرد. او بر اثر یک تومور سرطانی در براتیسلاوا درگذشت و در Hybe به خاک سپرده شد.